# Planet der Affen: Prevolution
Planet der Affen: Prevolution  (Originaltitel: Rise of the Planet of the Apes) ist ein US-amerikanischer Science-Fiction-Film des Regisseurs Rupert Wyatt aus dem Jahr 2011 und der erste von inzwischen vier aufeinander aufbauenden Teilen. Der Film basiert lose auf dem Roman Der Planet der Affen des französischen Schriftstellers Pierre Boulle und den verschiedenen Verfilmungen des Themas seit den 1960ern. Er erzählt eine vom Roman und der Filmreihe abweichende Vorgeschichte darüber, wie die Affen zur dominanten Spezies auf der Erde werden konnten.

## Handlung
Will Rodman arbeitet als Wissenschaftler bei einem Pharmaunternehmen und testet ein Medikament, um ein Heilmittel für Alzheimer zu finden. Da sein Vater Charles Rodman an beginnender Demenz leidet, steht Will unter zeitlichem Druck, den erforderlichen Fortschritt zu erzielen, um Versuche an Menschen beginnen zu können.
Die bevorstehende Produktvorstellung endet jedoch in einer Katastrophe, als die Schimpansin Bright Eyes plötzlich aggressiv wird, das Labor verwüstet und letztendlich vor den Augen der Vorstandsmitglieder erschossen wird. Trotz der offensichtlichen Wirkung des Medikaments auf die Intelligenz der Affen bricht Wills Vorgesetzter Steven Jacobs das Projekt aufgrund des Vorfalls ab und befiehlt dem Tierpfleger Robert Franklin, die übrigen Testaffen umgehend einzuschläfern.
Bei den anschließenden Aufräumarbeiten stellt Franklin fest, dass Bright Eyes offenbar vor kurzem entbunden hat und deutet den Grund für ihr aggressives Verhalten als Schutz ihres Jungen. Da Franklin es nicht übers Herz bringt, das Neugeborene zu töten, nimmt Will den jungen Schimpansen heimlich mit nach Hause und gibt ihm den Namen Caesar.
Verzweifelt über die fortschreitende Demenz seines Vaters verabreicht Will ihm das Medikament, wodurch sich sein Gesundheitszustand schnell verbessert. Caesar entwickelt während seines Heranwachsens in den nächsten fünf Jahren enorme geistige Fähigkeiten. Will behandelt ihn wie ein Familienmitglied und bringt ihm Gebärdensprache bei. Als bei Caesar eine Wunde genäht werden muss, lernt Will die behandelnde Tierärztin Caroline Aranha kennen und schließlich zieht sie bei ihm ein. Die beiden besuchen mit Caesar mehrmals das Muir Woods National Monument, wo dem Schimpansen deutlich wird, dass sein eigener Status eher dem eines Haustieres gleicht. Caesar hinterfragt daraufhin offen seine Identität und erfährt von Will alles über seine Herkunft.
Mit der Zeit verschlechtert sich Charles’ Gesundheitszustand wieder, da sein Immunsystem Antikörper gegen das Virus gebildet hat. Caesar wird Zeuge einer Konfrontation zwischen dem verwirrten Charles und dessen Nachbarn Douglas Hunsiker, und er greift Hunsiker an, um Charles zu beschützen. Dabei beißt er Hunsiker. Aufgrund eines Gerichtsbeschlusses wird Caesar daraufhin aus Wills Obhut genommen und in einem Primatentierheim untergebracht, wo die anderen Schimpansen sowie der Aufseher Dodge Landon ihn grausam behandeln. Mit Hilfe von Buck, einem Gorilla, besiegt er wenig später das Alphamännchen unter den Schimpansen, Rocket, und beansprucht dessen Position.
Will erzählt Jacobs von der mittelfristigen Heilung seines Vaters und erwirkt dadurch die Erlaubnis, am Medikament weiterforschen zu dürfen. Er entwickelt kurz darauf ein verbessertes Medikament, doch Charles verweigert die Einnahme und stirbt über Nacht. Im Labor setzt sich Tierpfleger Franklin versehentlich selbst dem neuen Medikament aus und wird krank. Als er versucht, Will in dessen Haus zu warnen, niest er Blut auf Hunsiker und wird später tot entdeckt. Derweil besticht Will den Leiter des Tierheims, um Caesar mitnehmen zu dürfen, doch der Schimpanse weigert sich, mit ihm zu kommen. Stattdessen flieht er in der darauffolgenden Nacht aus der Einrichtung und entwendet mehrere Ampullen des Medikamentes aus Wills Haus. Er kehrt zum Tierheim zurück und setzt das Gas frei, das die Intelligenz der anderen Menschenaffen über Nacht wesentlich erhöht. Als Dodge versucht, ihn zurück in seinen Käfig zu bekommen, spricht Caesar sein erstes Wort: „Nein!“. Er tötet Dodge, indem er ihn einem Stromschlag aussetzt.  Die Affen fliehen aus der Anlage, brechen in die Labore und in einen Zoo ein und lassen die dort eingesperrten Artgenossen frei.
Jacobs erfasst die Situation und lässt die Polizei gezielt Jagd auf den Anführer Caesar machen. Dieser führt die Affen über die Golden Gate Bridge in den nahegelegenen Wald. Auf der Brücke müssen sich die Affen ihren Weg vorbei an einer Polizeiblockade erkämpfen. Neben mehreren Polizisten stirbt auch Jacobs, als dieser von Koba, der eine grauenhafte Vergangenheit im Versuchslabor hinter sich hat, umgebracht wird.
Die Affen finden schließlich ihren Weg in den Wald, wohin Will ihnen folgt und Caesar warnt, dass die Menschen sie weiter jagen würden. Er bittet Caesar, mit ihm nach Hause zurückzukehren. Statt einer Antwort umarmt Caesar ihn und meint, dass er bereits zu Hause sei. Will weiß nun, dass das ein Abschied für immer ist und respektiert Caesars Entscheidung.
Unbemerkt von den Wissenschaftlern hat das neue Medikament Nebenwirkungen, die für die Menschen – nicht aber für die Affen – tödlich sind. Hunsiker, von Beruf Pilot, wurde von Franklin durch das Anniesen mit Blut bespritzt und verbreitet so die Krankheit über die Welt: Eine Grafik zeichnet die Ausbreitung des Virus über internationale Flugrouten nach Europa und dann rund um den Globus.

## Produktion
Im Gegensatz zu den ersten fünf Filmen der Planet-der-Affen-Filmreihe und der von diesen unabhängigen Neuverfilmung von 2001 wurden die Primaten in diesem Film nicht von Schauspielern in Masken dargestellt, sondern im Performance-Capture-Verfahren verwirklicht. Bewegung und Mimik der Schauspieler wurden am realen Drehort aufgenommen und später am Computer auf eine darüber gelegte „Affenhülle“ übertragen.
Die Hauptdreharbeiten begannen am 5. Juli 2010 und endeten am 17. September 2010. Für zusätzliche Aufnahmen wurde vom 18. April 2011 bis 2. Mai 2011 nachgedreht. Gefilmt wurde hauptsächlich in British Columbia (in Vancouver und den Mammoth Studios in Burnaby), daneben auf Oʻahu und in San Francisco.
Die Produktionskosten des Films wurden auf rund 90 Millionen US-Dollar geschätzt. Bereits am ersten Wochenende wurde mit Planet der Affen: Prevolution in den USA ein Umsatz von rund 54 Millionen US-Dollar erzielt. Auch erklomm der Film Platz 1 der US-amerikanischen Kinocharts. In Deutschland belegte der Film ebenfalls in der Startwoche die Spitze der Einspielergebnisse mit einem Umsatz von etwa 3,1 Mio. €.
Kinostart in den USA war am 5. August 2011, in Deutschland und Österreich am 11. August 2011.

## Synchronisation
Die Synchronisation übernahm die Interopa Film GmbH in Berlin. Tobias Meister schrieb das Dialogbuch, übernahm die Dialogregie und sprach den Affen Caesar auf Deutsch, der im Original von Schauspieler Andy Serkis verkörpert wird. Meister war bereits 2001 für die Synchronisation des Films Planet der Affen von Tim Burton verantwortlich.
| Rolle               | Darsteller                   | Synchronsprecher   |
| ------------------- | ---------------------------- | ------------------ |
| Dr. Will Rodman     | James Franco                 | Marcel Collé       |
| Caesar              | Andy Serkis (Motion Capture) | Tobias Meister     |
| Dr. Caroline Aranha | Freida Pinto                 | Tanya Kahana       |
| Charles Rodman      | John Lithgow                 | Reinhard Kuhnert   |
| John Landon         | Brian Cox                    | Roland Hemmo       |
| Dodge Landon        | Tom Felton                   | Moritz Pertramer   |
| Steven Jacobs       | David Oyelowo                | Michael Iwannek    |
| Robert Franklin     | Tyler Labine                 | Lutz Schnell       |
| Rodney              | Jamie Harris                 | Martin Kautz       |
| Douglas Hunsiker    | David Hewlett                | Axel Malzacher     |
| Chief John Hamil    | Ty Olsson                    | Ingo Albrecht      |
| Alice Hunsiker      | Makena Joy                   | Shanti Chakraborty |
| Donnie Thompson     | Jesse Reid                   | Tom Beck           |